# Brest Challenger 2022
Il Brest Challenger 2022 è stato un torneo maschile tennis professionistico. È stata la 21ª edizione del torneo, facente parte della categoria Challenger 90 nell'ambito dell'ATP Challenger Tour 2022, con un montepremi di 67 960 €. Si è svolto dal 24 al 30 ottobre 2022 sui campi in cemento della Brest Arena di Brest, in Francia.

## Partecipanti

### Teste di serie
| Nazionalità | Giocatore            | Ranking* | Testa di serie |
| ----------- | -------------------- | -------- | -------------- |
| Francia     | Benjamin Bonzi       | 63       | 1              |
| Portogallo  | Nuno Borges          | 94       | 2              |
| Francia     | Grégoire Barrère     | 111      | 3              |
| Francia     | Hugo Grenier         | 116      | 4              |
| Paesi Bassi | Jelle Sels           | 140      | 5              |
| Italia      | Matteo Arnaldi       | 141      | 6              |
| Francia     | Geoffrey Blancaneaux | 147      | 7              |
| Francia     | Manuel Guinard       | 148      | 8              |

* Ranking al 17 ottobre 2022.

### Altri partecipanti
I seguenti giocatori hanno ricevuto una wild card per il tabellone principale:
- Gabriel Debru
- Titouan Droguet
- Arthur Fils

I seguenti giocatori sono entrati in tabellone come alternate:
- Aleksej Vatutin
- Otto Virtanen

I seguenti giocatori sono passati dalle qualificazioni:
- Tristan Lamasine
- Mathias Bourgue
- Sascha Gueymard Wayenburg
- Kenny de Schepper
- Evgenij Donskoj
- Duje Ajduković

I seguenti giocatori sono entrati in tabellone come lucky loser:
- Viktor Durasovic
- Beibit Zhukayev

## Campioni

### Singolare
Grégoire Barrère ha sconfitto in finale  Luca Van Assche con il punteggio di 6–3, 6–3.

### Doppio
Viktor Durasovic /  Otto Virtanen hanno sconfitto in finale  Filip Bergevi /  Petros Tsitsipas con il punteggio di 6–4, 6–4.